# Wadō-ryū
Le Wadō-ryū (和道流, Wadō-ryū) est une école (ryūha (流派) de karaté et de jiu-jitsu,.

## Naissance et histoire du Wadō-ryū
Son fondateur est Hironori Ōtsuka (1892-1982), meijin,. Au Japon même, cet art martial est surtout répandu dans les milieux universitaires. Le Wadō-ryū est considéré comme ayant été le tout premier style spécifiquement japonais de karatédo (par opposition aux styles d'Okinawa). Wadō-ryū signifie « école de la voie de la paix » ou « école de la voie de l'harmonie ».

## Propagation du Wadō-ryū
Jusque dans les années 60, le karaté Wadō-ryū (ainsi que les arts martiaux en général) était resté sur les petites îles du Japon[Lesquelles ?]. Il était à peine connu en dehors de l'Orient. Cela allait bientôt changer. Maître Hironori Ōtsuka — dont les premiers étudiants furent : M. Mochizuki, T. Kono, T. Suzuki, A. Yamashita et Y. Toyama — leur confia, en 1963, la mission de transmettre et de divulguer le Wadō-ryū en Europe.

## Les techniques du Wadō-ryū
Hironori Ōtsuka trouvait le karaté shotokan un peu limité. Il pensait que l'apport du ju-jitsu pouvait enrichir cet art martial et lui assurer un meilleur avenir. Il reprochait au karaté Shotokan de décomposer sa technique en deux temps : d'abord, une défense (généralement par blocage) ; ensuite, une attaque. Mais dans les arts martiaux japonais, la défense et l'attaque ne sont jamais séparées, la défense pouvant même parfois être une attaque.
Ce que le fils d'Ōtsuka résume ainsi : go no sen, on frappe après le début du mouvement adverse, sen no sen, on attaque à l'instant où l'adversaire pense à sa technique, et avant son mouvement (anticipation). En appliquant ces deux principes (go no sen et sen no sen), Ōtsuka développa une méthode de karaté originale où l'esquive était utilisée de préférence au blocage. Il énonça aussi trois principes, qui orientent toute la pratique et constituent le credo technique du wadō-ryū : ten-i (« le déplacement »), ten-tai (« la rotation du corps »), ten-gi (« l'application de la technique avec blocage et contre-attaque simultanés »). Sur cette base, le pratiquant développera les sensations de : nagasu, inasu et noru. Nagasu : Aspiration de l'attaque et retrait du corps. Inasu : Déviation de l'attaque et rotation du corps. Noru : Accompagnement de l'attaque dans un mouvement liant défense et attaque et rotation du corps.
Ainsi, l'esquive est généralement accompagnée d'un atémi du poing ou du pied et se conclut souvent par une projection au sol.
Certaines techniques de poings ne se trouvent que dans cette méthode, telles que jun tsuki no tsukikomi, gyaku tsuki no tsukikomi, tobi komi tsuki ou tobi komi nagashi tsuki. Le Wadō-ryū se caractérise aussi par des positions plus hautes que dans les autres styles et un travail important d'esquives et de goshin jitsu (défense personnelle), directement empruntés aux techniques du judo et du ju-jitsu.

## Exemples de présence du ju-jitsu dans le karaté wadō-ryū

Luxations et projections.

- Kihon Kumite[5] n° 5 -10
- Ohyo Kumite[6] n° 2 - 5 - 7
- Les 9 défenses au couteau
- Les 5 idori (techniques à genoux)

## Les katas Wadō-ryū
Le kata est un enchaînement de mouvements codifiés permettant la transmission des techniques et du savoir martiaux, mais également des principes de combat. Le kata peut se concrétiser par l'intermédiaire du bunkaï qui est une démonstration du kata. En France, lors du passage de l'examen pour le 1er Dan (Ceinture noire), l’exécution d'un Kata est indispensable et conduit à l'attribution d'une note sur 20. Le bunkaï quant à lui est obligatoire pour les candidats de la voie traditionnelle et conduit également à une note sur 20.
De plus, Lors des phases finales de compétitions kata par équipe, les compétiteurs doivent réaliser le bunkaï du kata qu'ils présentent.
Par rapport à l'école Shitō-ryū, le fondateur Hironori Ōtsuka n'a retenu que neuf katas pour son école. Il estimait que la maîtrise d'un petit nombre de katas était préférable à la connaissance d'un grand nombre de katas pour atteindre un haut niveau. Cependant, l'école Wadō-ryū enseigne actuellement 15 katas.
Notons que le même kata peut être enseigné dans différentes écoles. Il y aura néanmoins des différences plus ou moins subtiles d'une école à l'autre en fonction de la philosophie et du corpus technique de l'école.

### Les Pinans
Il existe cinq Pinan. Ces katas sont généralement enseignés au début de l'apprentissage du karaté et ont un schéma de déplacement très semblable. Ils font partie des 9 katas originaux.
- Pinan Nidan (平安二段)
- Pinan Shodan (平安初段)
- Pinan Sandan (平安三段)
- Pinan Yodan (平安四段)
- Pinan Godan (平安五段)

### Les katas dit supérieurs
Ces katas sont différents des katas pinans, notamment dans le schéma de déplacement.
- Naihanchi ナイハンチ (内畔戦). Naihanchi signifie "Cavalier de fer". Cette signification fait allusion à la position kiba-dachi prise par le karatéka tout au long du kata[12].
- Kushanku クーシャンクー (公相君). Ce kata a la spécificité de ne reprendre que des mouvements présents dans les Pinans. Cela s'explique par le fait que de ce kata sont nés les katas pinans afin de permettre aux débutants de s'initier à l'art martial. Kushanku contient 66 mouvements, soit près de 3 fois plus que dans les Pinans en moyenne.
- Seishan セイシャン (征射雲).
- Chinto チントウ (鎮闘). Dans la signification de Chinto se cache la spécificité de ce kata. En effet, Chinto signifie « La grue sur un rocher », ce qui fait allusion aux différentes phases réalisées en équilibre sur une jambe[13].
- Wanshu ワンシュウ (晩愁). Signifie « Vol de l'hirondelle » et fait allusion au saut survenant vers la fin du kata[14].
- Rohai ローハイ (老梅)
- Bassai バッサイ (披塞). Signifie « Briser, assaillir la forteresse ». Il s'agit d'un des katas les plus anciens.
- Niseishi ニーセイシ (二十四步)
- Jitte ジッテ (十手)
- Jion ジオン (慈恩)

### Les 9 katas originaux[9],[4]
- Pinan Shodan
- Pinan Nidan
- Pinan Sandan
- Pinan Yodan
- Pinan Godan
- Naihanchi
- Kushanku
- Seishan
- Chinto

## Citations

### Au sujet de la Voie de la paix
« L'action violente peut être comprise comme la voie des arts martiaux, mais la véritable signification des arts martiaux est de chercher et d'atteindre la voie de la paix et de l'harmonie. »

— Hironori Ōtsuka

### Au sujet du Wadō-ryū
« Il faut considérer le Wadō-ryū comme une école de ju-jutsu à laquelle ont été ajoutées des techniques de karaté d’Okinawa et des techniques d’armes issues des écoles japonaises de sabre Yagyu et Toda. C’est ce qui explique que le Wadō est bien plus proche des budō japonais traditionnels que des arts martiaux d’Okinawa. Le Wadō-ryū n’est pas un sport… Le but premier consiste à mettre l’adversaire hors de combat »

— Hironori Ōtsuka II

### Au sujet des grades
« De nos jours, trop de gens arrêtent l'entraînement une fois qu'ils ont passé le 2e ou 3e dan, ils ne réalisent pas que les ceintures ne sont pas importantes. Les grades ne signifient rien, tout ce qui importe est de s'entraîner dur. Beaucoup de gens se prévalent du 10e ou même 12e dan, mais la plupart d'entre eux sont sans valeur. »

— Tatsuo Suzuki (1928-2011)

## Principaux représentants du style
Liste de maîtres (à quelques exceptions près) enseignant, ou ayant enseigné, hors du Japon :

### Élèves directs de maître Hironori Ōtsuka

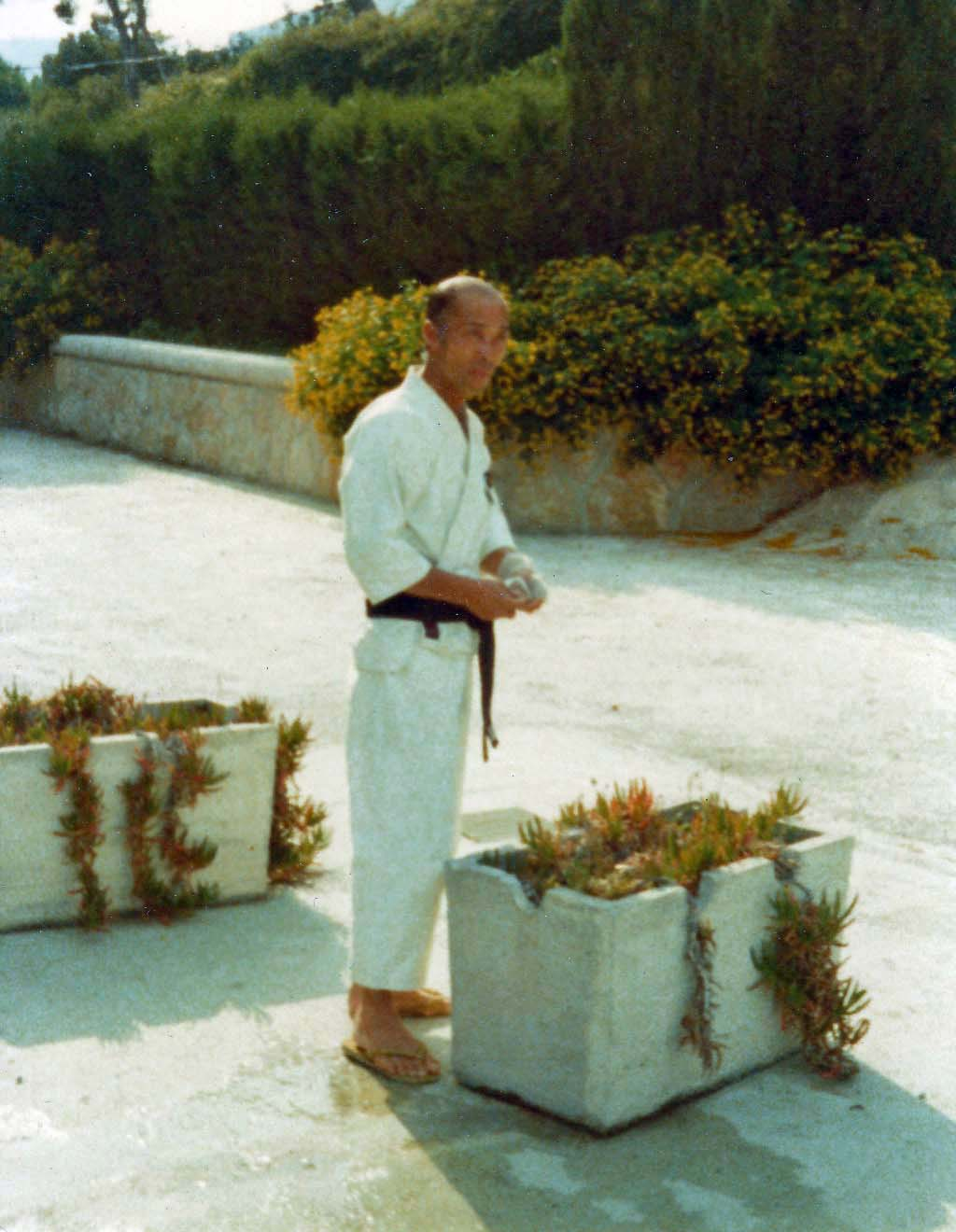
Sensei Tatsuo Suzuki (1928-2011), 8e dan hanshi

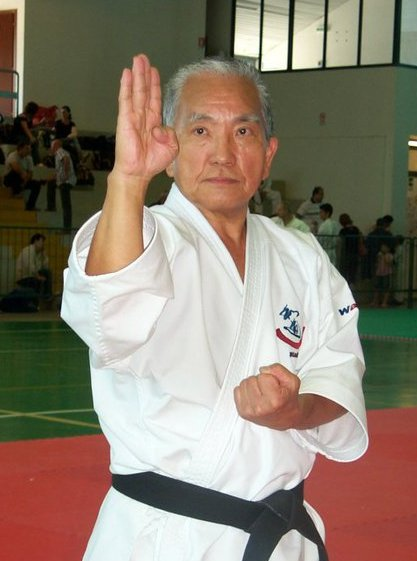
Yutaka Toyama (1938), 9e dan

- Tatsuo Suzuki, (1928-2011)[16], 8e dan[17] hanshi, son jikideshi de 1945 à 1956
- Kazuo Sakura (1929-2002)[16], 5e dan[18]
- Toru Arakawa (1932-2015)[16], 9e dan hanshi
- Teruo Kono[16] (1934-2000), 8e dan hanshi
- Yutaka Toyama (1938)[16], 9e dan
- Hideho Takagi, (1942) 8e dan hanshi
- Atsuo Yamashita[16], 5e dan
- Kazuo Sakai[16], 10e dan hanshi
- Shingo Ohgami (1941)[16], 8e dan

### Descendants directs de maître Hironori Ōtsuka et Sōke du wado-ryu
- Jirō Ōtsuka (1934-2015), 10e dan, son fils[19]. 2e Grand Maître (Sōke) du Wadoryu.
- Kazutaka Ōtsuka (1965), 6e dan, son petit-fils. Au cours d'une cérémonie à Tokyo, le 28 août 2015, Kazutaka Otsuka a été nommé 3e Grand Maître (Sōke) du Wadoryu[20].

### Élèves directs de maître Tatsuo Suzuki
- Kuniaki Sagakami (1944) , 8e dan
- Jon Wicks, 8e dan, successeur[21] à la tête de la WIKF de sensei Suzuki
- Eleni Labiri Suzuki (1963), 6e dan[22], épouse et assistante de sensei Suzuki

### Autres maîtres

#### Japonais
- Masaru Shintani , 9e dan
- Yoshiaki Ajari, 8e dan
- Masafumi Shiomitsu, 9e dan hanshi
- Kengo Sugiura (1935-2006), 8e dan
- Naoki Ishikawa (1942-2008), 8e dan
- Katsumi Kobayashi, 8e dan
- Toru Takamizawa (1942 – 1998), 7e dan kyoshi
- Hiroo Mochizuki, 7e dan
- Seiji Nishimura, 7e dan
- Hiroji Fukazawa (1949-2010), 8e dan
- Yoshikazu Kamigaito, 6e dan

#### Français
- Patrice Belrhiti, 9e dan
- Michel Muller, 8e dan
- Alain Ferry, 7e dan, nommé par Tatsuo Suzuki
- Bruno Houriez, 6e dan, élève direct de Hiroji Fukazawa
- Albert Rivas (1937-2022), 7e dan

#### Belge
- Mathieu Beysen, 8e dan
- Jean Robert Huart, 7e dan

#### Hollandais
- William Millerson, 8e  dan

#### Suisse
- Roberto Danubio, 7e dan

### Symboles du karaté Wadō-ryū par principales fédérations
Wadō-ryū signifie école de la voie de la paix ou de la voie de l'harmonie. En Wadōkai, un poing de face (seiken) est placé au centre des ailes de la colombe. A la Wado Ryu Renmei, la colombe entoure de ses ailes le mot paix écrit en kanjis. À la WIKF, c'est un soleil levant rouge qui se trouve au centre des ailes.

### Articles connexes

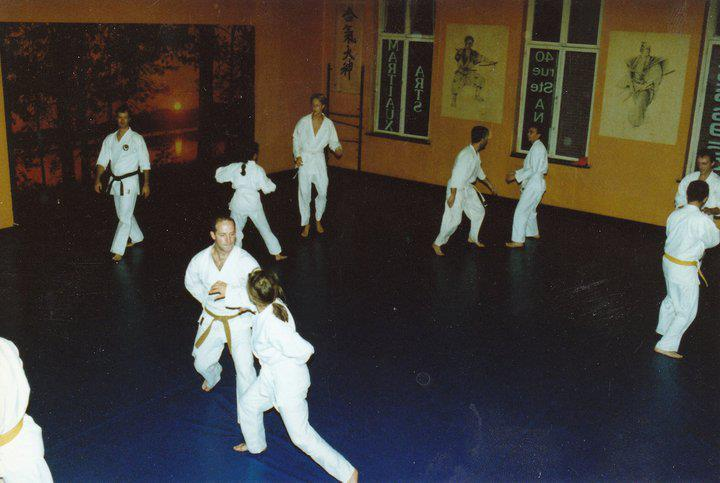
Cours de karaté (空手道) wadō-ryū (和道流) au dojo (道場) du Yama-Arashi (山嵐), anciennement installé 40, rue Sainte-Anne, au Grand Sablon à Bruxelles.

### Jeux olympiques d'été de 2020
Les styles de karaté-do reconnus par la WKF sont le Shotokan, le Wadō, le Goju et le Shito
- Karaté aux Jeux olympiques d'été de 2020
- Karaté aux Jeux olympiques